# Philodicus javanus
Philodicus javanus là một loài ruồi trong họ Asilidae. Philodicus javanus được Wiedemann miêu tả năm 1819.